# Йоганн Вальдгаун фон Герсе
Йоганн Вальдгаун фон Герсе (нім. Johann Waldhaun von Heerse, д/н — 1471/1472) — 38-й магістр Лівонського ордену в 1470—1471 роках.

## Біографія
Походив з дрібного німецького шляхетського роду. Про дату народження та молоді роки обмаль відомостей. Є окремі згадки, що родичі фон Герсе обіймали посади в Естляндії. Перша письмова згадка про нього відноситься до 1459 року, коли призначається фогтом Нарви. На цій посаді перебував до 1463 року.
1466 року стає комтуром Марієнбурга, а 1468 року — комтуром Ревеля. 1470 року обирається магістром Лівонського ордену. Свої зусилля спрямував на зміцнення Лівонського ордену та проведення централізаторської політики в Лівонській конфедерації, що було необхідно перед загрозою Великого князівства Московського, що на той час суттєво посилилося. Так, Псковська республіка, що безпосередньо межувала з Орденом, на час прихода фон Герсе до влади опинилася в орбіті впливу Москви.
Для успішного протистояння магістр вирішив посилити власну владу, відібравши найбільш значущі комтурства у впливових братчиків Ордену, які привласнив або передав братам Ернесту і Фрідріху Вольтусу. Також у 1471 році було споруджено замок Фредебург («Мирний замок», неподалік від сучасного міста Кунда), в завдання якого входив захист торгівельних шляхів та узбережь на сході Естляндії від ушкуйників, що діяли з території Псковського вічевої республіки. Водночас Йоганн Вальдгаун фон Герсе уклав союз з Новогородською республікою, яка готувалася до вторгнення московського війська. В цей час 1471 року проти магістра виникла змова серед лицарів позбавлених комтурств, внаслідок чого фон Герсе було змушено зректися посади, після чого запроторено до в'язниці замку Венден. Новим магістром Лівонського ордену став Бернгард фон дер Борх.